# Petar Krsmanović
Petar Krsmanović (ur. 1 czerwca 1990 w Čačaku) – serbski siatkarz, grający na pozycji środkowego. 

## Sukcesy klubowe
Puchar Czarnogóry:
- 2015

Liga czarnogórska:
- 2015

Klubowe Mistrzostwa Świata:
- 2015[3]

Puchar ACLAV:
- 2015

Klubowe Mistrzostwa Ameryki Południowej:
- 2016

Liga argentyńska:
- 2016

Liga serbska:
- 2023[4]

## Sukcesy reprezentacyjne
Memoriał Huberta Jerzego Wagnera:
- 2016
- 2019

Mistrzostwa Europy:
- 2019